# 岸吉松
岸 吉松（きし きちまつ、1871年（明治4年） - 1956年（昭和31年））は、新潟県出身の実業家。岸宇吉の子。アメリカ合衆国テキサス州南東部に移住して当地に稲作を広め、また当地での石油採掘で財を成した。現地では「バロン・キシ」と呼ばれた。

## 生い立ち
岸吉松は新潟県長岡市の名家に8人兄弟の1人として生まれた。東京高等商業学校（現一橋大学）に進学したものの、1904年に日露戦争が勃発すると徴兵され、翌1905年の終戦まで満州にとどまった。その後、岸は満州に残ることを望んだが、地価と治安の問題により帰国した。
岸が渡米する数年前、1902年に、駐米総領事内田定槌はアメリカ合衆国南部を視察し、当地の稲作は未発達で、大きな利益が望めるとの報告を持ち帰った。一方、その頃の日本国内では土地が限られており、多くの稲作農民は自分の農地を持てずにいた。このことが、満州から帰国した岸に、アメリカ合衆国への移住に対する関心を向けさせることとなった。

## 渡米
1906年に合衆国に移入した岸は、稲作に適した土地を求めてカリフォルニア州を皮切りに、南北カロライナへと移動し、やがてテキサス州南東部、ボーモント東郊のオレンジ郡テリーの町にたどり着いた。テリーはテキサス・アンド・ニューオーリンズ鉄道の駅があった町で、製材と農業で栄え、近隣には灌漑に利用できるバイユーが流れる、岸にとっては理想の地であった。岸は1907年、このテリーの地で3,500エーカー（約1,416ha）の土地を購入し、翌1908年に稲の初収穫を得た。やがて岸が創設したこの日本人入植地は「岸コロニー（キシ・コロニー）」と呼ばれ、最盛期には男32人、女5人、子供4人の日本人が住んでいた。
しかし、その後テキサス・ルイジアナ州境を流れるサビーン川の浚渫が行われると、岸コロニーの農業水源として用いていたバイユーにメキシコ湾の海水が流れ込み、稲は損害を受けた。そこに1920年の米価暴落が追い討ちをかけた。そこで岸は綿花・とうもろこし・キャベツ等の栽培や牛の牧畜、石油の採掘に活路を見出した。

## 石油事業
岸コロニーで1919年に発見された石油は、当時アメリカ合衆国に駐在し、同郷で、ハーバード大学に留学していた山本五十六の関心を引きつけた。1921年、山本は合衆国内の製油施設を視察して回っていた。その山本との会合をきっかけに、岸はオレンジ石油会社を設立した。オレンジ石油会社は設立後数年は成功し、岸は債務を払いきり、なおも土地を購入し続けた。1924年に山本が再度この地を訪れたときも、石油生産は成功を続けていた。
しかし、やがて岸の油田は資源が枯渇し、1925年に採掘が終了した。その後1929年の世界恐慌によって岸コロニーは事実上崩壊した。1931年、岸の所有していた土地は抵当に流された。その後、岸一家はテキサスA&M大学を卒業した息子の太郎がテキサス・ルイジアナ州境のオレンジに購入した小さな農場に移り住んだ。
数年後、真珠湾攻撃の後に岸はサンアントニオ近郊のキャンプ・ケネディに2ヶ月間拘留された。その理由は主に以前の山本との会合によるものとされている。しかし、オレンジ郡の有力実業家であったスターク家やシムズ家の影響により、岸は特に制約を受けることなく釈放された。

## 名残
2007年、テキサス歴史委員会はこの地における岸の功績を讃えて、ビダーの南東7マイル（約11.2km）を走る農地・市場道路1135号線に「キシ・ロード」という標識を掲げた。
それ以前にも、岸をはじめとする日本人のこの地における功績を讃えた道としては、オレンジ郡の中央部を東西に走っていた「ジャップ・レーン」という道路があった。しかし、「ジャップ」という語が日本に対する侮辱にあたるという指摘を受け、この道路は2005年7月にダンカンウッズ・レーン、ジャパニーズ・レーン、ケイジャン・ウェイといった名称に変更された。

## 註
1. ↑  Wooster, Robert. Terry, Texas. Handbook of Texas Online. Texas State Historical Association.
2. 1 2 3  Wooster, Robert. Kishi Colony, Texas. Handbook of Texas Online.
3. ↑  Recalling Kishi. The Beaumont Enterprise.
4. 1 2  Block, William T. Old Ghost Town Once Was Home To Great Pioneer. Reprinted from Beaumont Enterprise. p.A12. 2004年8月28日.